# Jean-Henri Humbert
Jean-Henri Humbert (* 24. Januar 1887 in Paris; † 20. Oktober 1967 in Bazemont) war ein französischer Botaniker. Sein offizielles botanisches Autorenkürzel lautet „Humbert“.

## Leben und Wirken
Jean-Henri Humbert studierte Physik, Chemie und Naturwissenschaften in Rennes und Paris. Seine ersten afrikanischen Aufsammlungen führte er 1912 in Madagaskar durch. Anschließend erlangte er eine Assistenzstelle an der Universität in Clermont-Ferrand. Nach dem 1. Weltkrieg wurde er 1919 an den Lehrstuhl für Botanik berufen und unterrichtete von 1920 bis 1922 Botanik am Institut für Chemie und Industrietechnik. Von 1922 bis 1931 war er Leiter der Fakultät für Naturwissenschaften an der Universität von Algier. 1931 folgte er Paul Henri Lecomte als Professor für Botanik am Muséum national d’histoire naturelle in Paris.
Er war Mitglied der Académie des sciences in Paris (1951–1957), des Institut de France und der Französische Botanische Gesellschaft, deren Präsident er von 1940 bis 1944 war.
Humbert hat mehr als 700 Pflanzenarten beschrieben.

## Ehrungen
Nach Humbert wurden die Gattungen Humbertiella Hochr., Humbertianthus Hochr. und Neohumbertiella Hochr. aus der Familie der Malvengewächse (Malvaceae), außerdem Humbertiodendron Leandri aus der Familie der Trigoniaceae, Humbertioturraea J.-F.Leroy aus der Familie der Meliaceae, Humbertacalia C.Jeffrey aus der Familie der Korbblütler (Asteraceae) und Humbertochloa A.Camus & Stapf aus der Familie der Süßgräser (Poaceae) benannt.

## Veröffentlichungen
- 1936–1967: als Herausgeber Flore de Madagascar et des Comores